# Orania sylvicola
Espèce
Synonymes
- Macrocladus sylvicola Griff.[1] [2]
- Orania macrocladus Mart.[1] [2]

Statut de conservation UICN

 NT  : Quasi menacé
Orania sylvicola est une espèce de plantes de la famille des Arecaceae (palmiers).

## Publication originale
- Principes 6: 44. 1962.